# الجمعية الخيرية (الكويت)
الجمعية الخيرية هي مؤسسة خيرية أهلية تعنى بشكل كبير بأمور التعليم، أسسها فرحان بن فهد الخالد وأفتتحت في 17 مارس 1913 وأغلقت بعد أقل من عام بأمر من أمير الكويت مبارك الصباح وذلك لسببين: الأول وفاة مؤسسها والثاني لما قد تحمله الجمعية من أمور سياسية.
و على الرغم من قصر عمر الجمعية إلا أنها قامت بعدد من الأمور الخيرية منها:
- افتتحت أول مستوصف أهلي في الكويت، وقد قامت الجمعية باستدعاء طبيب تركي (الدكتور أسعد).
- جمع عدد من الكتب من الأهالي وشراء كتب أخرى، وتأسيس مكتبة عامة في مقر الجمعية.
- استدعت الجمعية العالم محمد الشنقيطي لإلقاء الأحاديث الدينية في المساجد، كما أشرف على فصل لتعليم الأميين.
- جلب الماء من شط العرب وتوزيعه على المحتاجين.
- تجهيز وتكفين موتي المسلمين الغرباء.
- تعمير وإتمام نواقص المساجد.